# 周勃
周 勃（しゅう ぼつ、? - 紀元前169年）は、中国の秦末から前漢初期にかけての武将・政治家。子は世子の周勝之・条侯周亜夫・平曲侯周堅らがいる。爵位は絳侯。諡号は武侯。

## 略歴
遠祖は巻（けん）県（現在の河南省新郷市原陽県）から、泗水郡沛県（現在の江蘇省徐州市沛県）に移住したと伝わる。
紀元前209年に劉邦が兵を起こした時、劉邦に従った。元々は沛で機織業をしており、葬儀屋を副業としていた。劉邦が漢王になると、周勃は武威侯となった。劉邦が漢中から出撃する際に先陣を務めて、章平（章邯の弟）らを破った。陳平が劉邦に帰順してきたときに、彼が重用されたことに対して、灌嬰とともに「陳平はかつて魏や楚から離れただけでなく、兄嫁と密通したことがあり、さらに賄賂を受け取っている人物なので信用しない方がいい」と訴えたが、陳平の抗弁を聞いた劉邦は陳平を重用し続けた。一方で劉邦は率直な意見を述べた周勃も評価し続けた。
劉邦が死去の際「漢王朝を長らく安んずるものは必ずしや周勃であろう」と、皇后の呂雉に言い残したとされる。
劉邦の死後、呂雉は自分の一族に有利に取り計らい呂氏一族が専横したが、紀元前180年に彼女が死んだ直後、呂氏一族が皇位簒奪を狙っているらしき発言が斉王劉襄の弟の耳に入り、斉王が反乱を起こす。陸賈の仲介を受けた周勃は陳平と誼を通じ、これと謀って、斉王反乱に乗じて呂氏一族を倒した（呂氏の乱）。呂氏誅滅直後、病気と称して官を辞そうとした陳平を文帝と共に引き留め、陳平を右丞相とし、自身は左丞相になった。しかし、文帝とのやりとりで言葉に詰まった時に陳平に助けられ、その際に陳平の才能の高さに自信をなくした周勃は、陳平に丞相を任せて自らは辞任した。その後、陳平が没したために再び丞相となった。
文帝は周勃に臣下の礼を取るほどへりくだっていたが、袁盎は文帝を諫めた。周勃は地方へ赴任するが、処刑を恐れ、使者が訪れる度に武装して迎えていたため、反乱の兆しがあると使者から伝えられ、投獄された。その際に獄吏に賄賂を渡し、周勝之に無実だと書いた手紙を渡す。そして無実だということが袁盎や文帝の母の薄太后の知るところとなり、彼らが文帝を諫めて周勃は釈放された。その際に「かつては百万の軍勢を指揮したことがあったが、獄吏にこのような力があるとは知らなかった」と述べ、その後は領地で静かに暮らし、晩年を送った。

## 評価
司馬遷曰く、「才能は凡庸であったが、呂氏一族の乱に国家の危機を救い、正常な状態に戻した。（軍隊の）用兵は威厳重厚を具え、意志の硬さと忍耐で保持した。自己の知謀に満足して節度に固執して最後は窮地に陥った。悲しいことである」と評した。

## 左袒
呂氏誅滅の際、周勃は陳平・酈寄・劉掲らの策略により、呂氏の有力者である趙王・上将軍呂禄の北軍の指揮権を奪った。北軍の兵権は握ったものの兵士が従うか不明だったため、「劉氏に加担するものは左袒（衣の左の肩を脱ぐ）、呂氏に加担するものは右袒（衣の右の肩を脱ぐ）するよう」との触れを出したところ、兵士は全て左の肩を脱いだことが、義により味方することを意味する「左袒する」の故事成語となった。

## 周勃を題材とした作品
- 楚漢名臣列伝（小説、宮城谷昌光、文藝春秋）